# Francolin à double éperon
 (juillet 2021).
La mise en forme du texte ne suit pas les recommandations de Wikipédia : il faut le « wikifier ».
Les points d'amélioration suivants sont les cas les plus fréquents. Le détail des points à revoir est peut-être précisé sur la page de discussion.
- Les titres sont pré-formatés par le logiciel. Ils ne sont ni en capitales, ni en gras.
- Le texte ne doit pas être écrit en capitales (les noms de famille non plus), ni en gras, ni en italique, ni en « petit »…
- Le gras n'est utilisé que pour surligner le titre de l'article dans l'introduction, une seule fois.
- L'italique est rarement utilisé : mots en langue étrangère, titres d'œuvres, noms de bateaux, etc.
- Les citations ne sont pas en italique mais en corps de texte normal. Elles sont entourées par des guillemets français : « et ».
- Les listes à puces sont à éviter, des paragraphes rédigés étant largement préférés. Les tableaux sont à réserver à la présentation de données structurées (résultats, etc.).
- Les appels de note de bas de page (petits chiffres en exposant, introduits par l'outil «  Source ») sont à placer entre la fin de phrase et le point final[comme ça].
- Les liens internes (vers d'autres articles de Wikipédia) sont à choisir avec parcimonie. Créez des liens vers des articles approfondissant le sujet. Les termes génériques sans rapport avec le sujet sont à éviter, ainsi que les répétitions de liens vers un même terme.
- Les liens externes sont à placer uniquement dans une section « Liens externes », à la fin de l'article. Ces liens sont à choisir avec parcimonie suivant les règles définies. Si un lien sert de source à l'article, son insertion dans le texte est à faire par les notes de bas de page.
- La présentation des références doit suivre les conventions bibliographiques. Il est recommandé d'utiliser les modèles {{Ouvrage}}, {{Chapitre}}, {{Article}}, {{Lien web}} et/ou {{Bibliographie}}. Le mode d'édition visuel peut mettre en forme automatiquement les références.
- Insérer une infobox (cadre d'informations à droite) n'est pas obligatoire pour parachever la mise en page.

Pour une aide détaillée, merci de consulter Aide:Wikification.
Si vous pensez que ces points ont été résolus, vous pouvez retirer ce bandeau et améliorer la mise en forme d'un autre article.
Pternistis bicalcaratus
Espèce
Statut de conservation UICN

 LC  : Préoccupation mineure

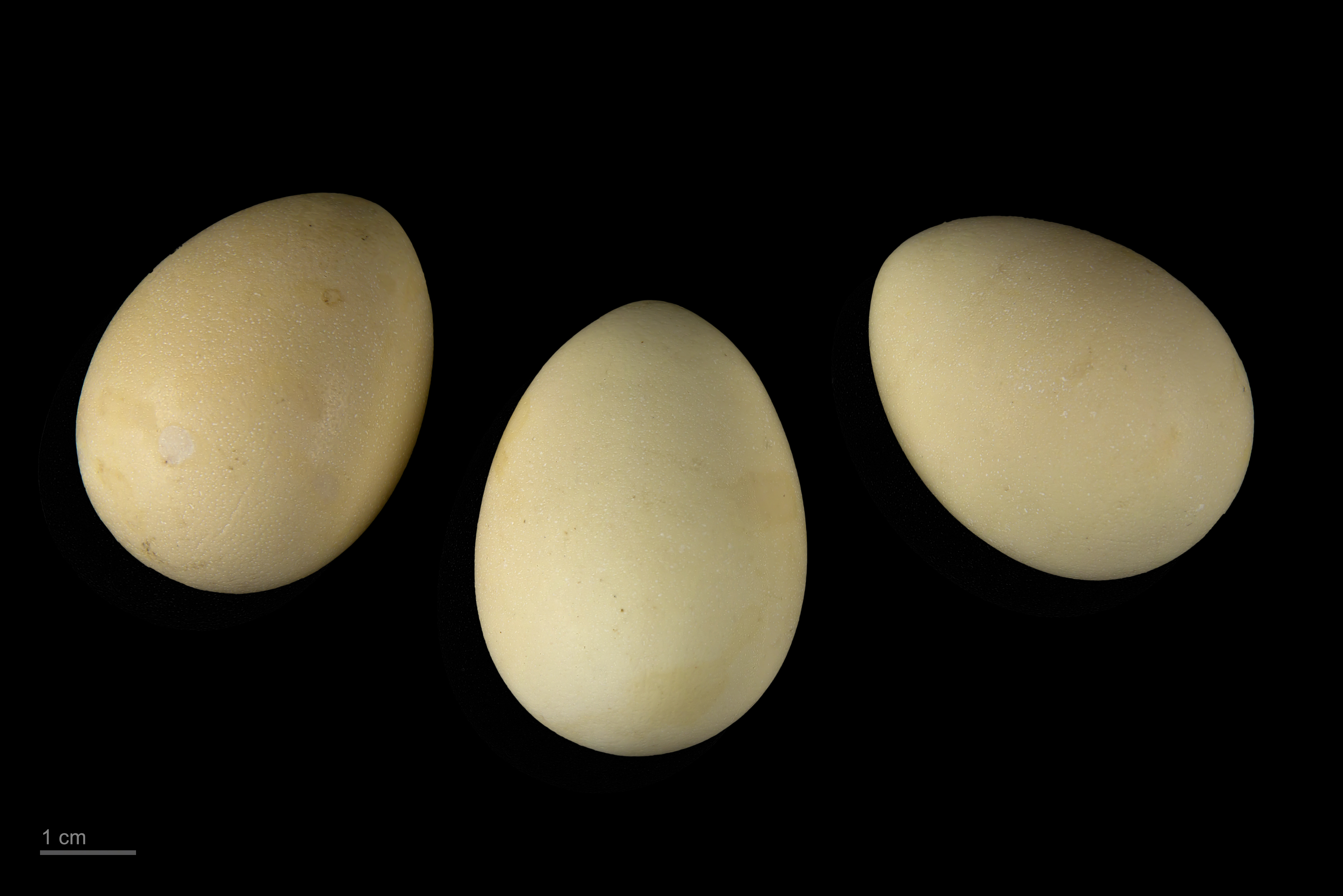
Pternistis bicalcaratus ayesha - MHNT

Le Francolin à double éperon (Pternistis bicalcaratus) (ex Francolinus bicalcaratus) est une espèce d'oiseaux de la famille des Phasianidae.

## Description physique

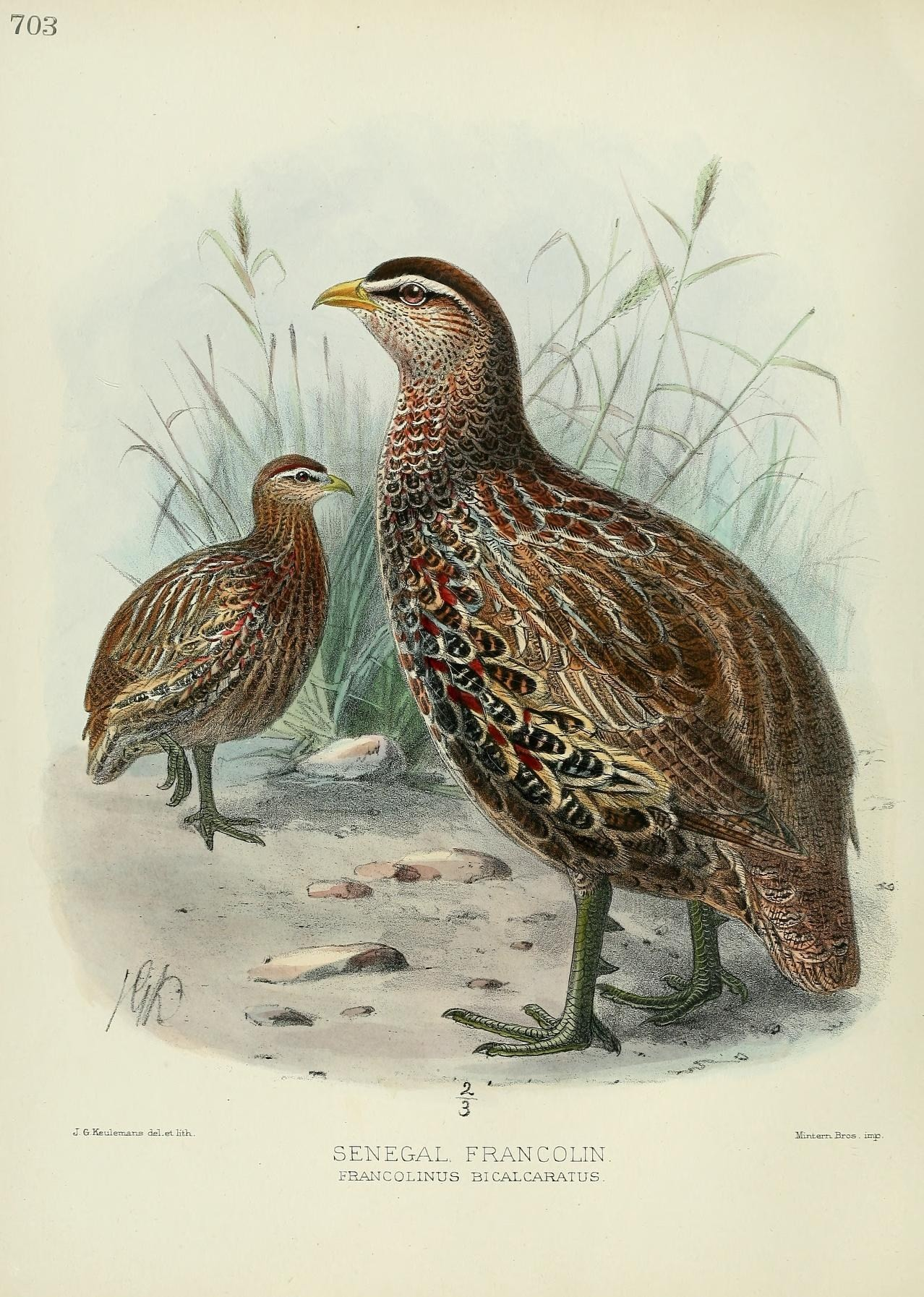
Illustration de Francolin à double éperon, A history of the birds of Europe, entre 1871 et 1881.

Les francolins; de manière générale, ont de grandes pattes fortes, un corps trapu, un bec court, et préfèrent courir à voler. P. bicalcaratus mesure environ 30-35 cm de long,. Le bec est généralement vert-olive. Les pattes sont aussi vert-olive. L’iris est brun. Les mâles possèdent des pattes dont les tarses arborent 2 éperons,. Le haut du crâne et la nuque sont brun-rougeâtre et le front noir. Un sourcil blanc courre de l’arrière du bec jusqu’à l’arrière de la tête. Une bande noire traverse généralement l'œil. Le cou, la poitrine et la totalité des parties inférieures sont châtains avec des taches blanches, noires et pâles. Le dessus est brun, avec de fines mouchetures noires. Les juvéniles sont plus ternes, leurs parties supérieures sont moins distinctement marquées et leurs flancs sont moins barrés.

## Distribution (dont habitat)
L’espèce est répartie en Afrique de l’Ouest subsaharienne, depuis le Nord du Sénégal, vers le centre du Mali et au Sud-Ouest du Niger et jusqu’au Tchad et dans le Nord du Cameroun. Elle fréquente divers types d'habitats composés principalement de broussailles et de buissons dans des contrées relativement ouvertes. Ces francolins apprécient fortement les cultures (où ils viennent se nourrir) entrecoupant les milieux forestiers encombrés et les forêts galeries, sèches ou humides. On peut parler d'espèce synanthrope. Ils apprécient également les savanes humides et arides, les boisements, les formations de Cistus sp. (Urban et al. 1986).

## Sous-espèces
- F. b. bicalcaratus (Linné, 1766) : inclut F. b. thornei Ogilvie-Grant 1902, F. b. adamauae Neumann 1915 et F. b. ogilviegranti Bannerman 1922. Sénégal, extrême sud de la Mauritanie, sud-ouest du Mali, Nigéria, Cameroun, Bénin, Burkina Faso, Ghana, Côte d’Ivoire, Sierra Léone, Guinée.
- F. b. ayesha  Hartert, 1917 : plus grande, plus foncée et plus rousse. Population relictuelle dans les régions de Rabat et de Mogador dans l’ouest du Maroc.

## Alimentation
Il se nourrit à 80 % de végétaux, de graines cultivées, de fruits, de pousses, de racines, les 20 % restants consistant en invertébrés, surtout des insectes, dont des termites et des criquets, ainsi que de petits batraciens (Urban et al. 1986).

## Voix
Le cri d’alerte est plutôt variable et peut-être même caractéristique de la région. Au Maroc, il consiste en un krrrak…krrrak râpeux, guttural, répété et portant loin. En Afrique de l’ouest, il est diversement décrit comme un sonore et criard kor-ker, kor-ker, coco-wer coco wer ou koco-wer koco wer, un kokoye-kokoye ou un bebbrek-ek-kek kek-kek Koak Koak, les dernières notes étant les plus puissantes et portant le plus loin. D’autres notes ont été rapportées comme un ee-Tek, la première syllabe moins rude, un quare quare grinçant ou un croassement grave à l’envol (Madge & McGowan 2002).

## Nidification
Le francolin à double éperon est probablement monogame puisqu’il vit en couples avant et pendant la période de reproduction. Le nid consiste en une petite cavité, naturelle ou creusée dans le sol, d’environ 15 cm de diamètre, parfois délimitée par des herbes, des feuilles, des brindilles et des plumes. Il est généralement placé sous un buisson ou une touffe d’herbes, parfois dans des cultures abandonnées. La ponte a lieu de la mi-février à juin (surtout entre mars et avril) au Maroc, de janvier à mai et d’août à décembre en Sénégambie et, globalement, à la saison des pluies ou à proximité d’un point d’eau dans les zones plus sèches de sa vaste distribution (Urban et al. 1986).

## Statut de conservation
L’espèce est globalement considérée comme non menacée mais la sous-espèce marocaine ayesha est vulnérable en raison de la chasse et de la dégradation de son habitat. Elle est maintenant très localisée, récemment tenue pour disparue à la Marmora et à Sousse, subsistant seulement au sud-est de Rabat où elle est protégée. Un programme de conservation avec reproduction en captivité a été mis en place (Madge & McGowan 2002, Hennache & Ottaviani 2011). 
En 2021, l'UICN propose le statut de préoccupation mineure.